# 王献华
王献华（1959年—），河南平舆人，中华人民共和国政治人物、第十二届全国人民代表大会天津地区代表。
毕业于武警学院内卫专业，1978年加入中国共产党。2012年—2017年间任武警天津总队政委，2013年被选为第十二届全国人大天津市代表。